# Budapest–Hegyeshalom–Rajka-vasútvonal
Budapest–Hegyeshalom–Rajka-vasútvonal Magyarország egyik legfontosabb vasútvonala, a MÁV és a GySEV 1-es számú vasúti fővonala a budapesti Déli, illetve Keleti pályaudvar és a Győr-Moson-Sopron vármegyei magyar–osztrák / magyar–szlovák államhatár között. A Budapest–Bécs közötti kétvágányú vonalat 1931 és 1933 között villamosították. Az engedélyezett sebesség Kelenföld és Budaörs között 120 km/óra, Budaörs és Tata között 140 km/óra, a legutóbbi átépítése és Győr állomás 2007–2008-as részleges átépítése óta Tata és Hegyeshalom között a pálya alkalmas a 160 km/óra utazósebesség használatára. A vonalon ütemes menetrend szerint közlekednek a budapesti elővárosi vonatok. Kétóránként indulnak a belföldi és nemzetközi InterCity, EuroCity, EuroNight és Railjet járatok.

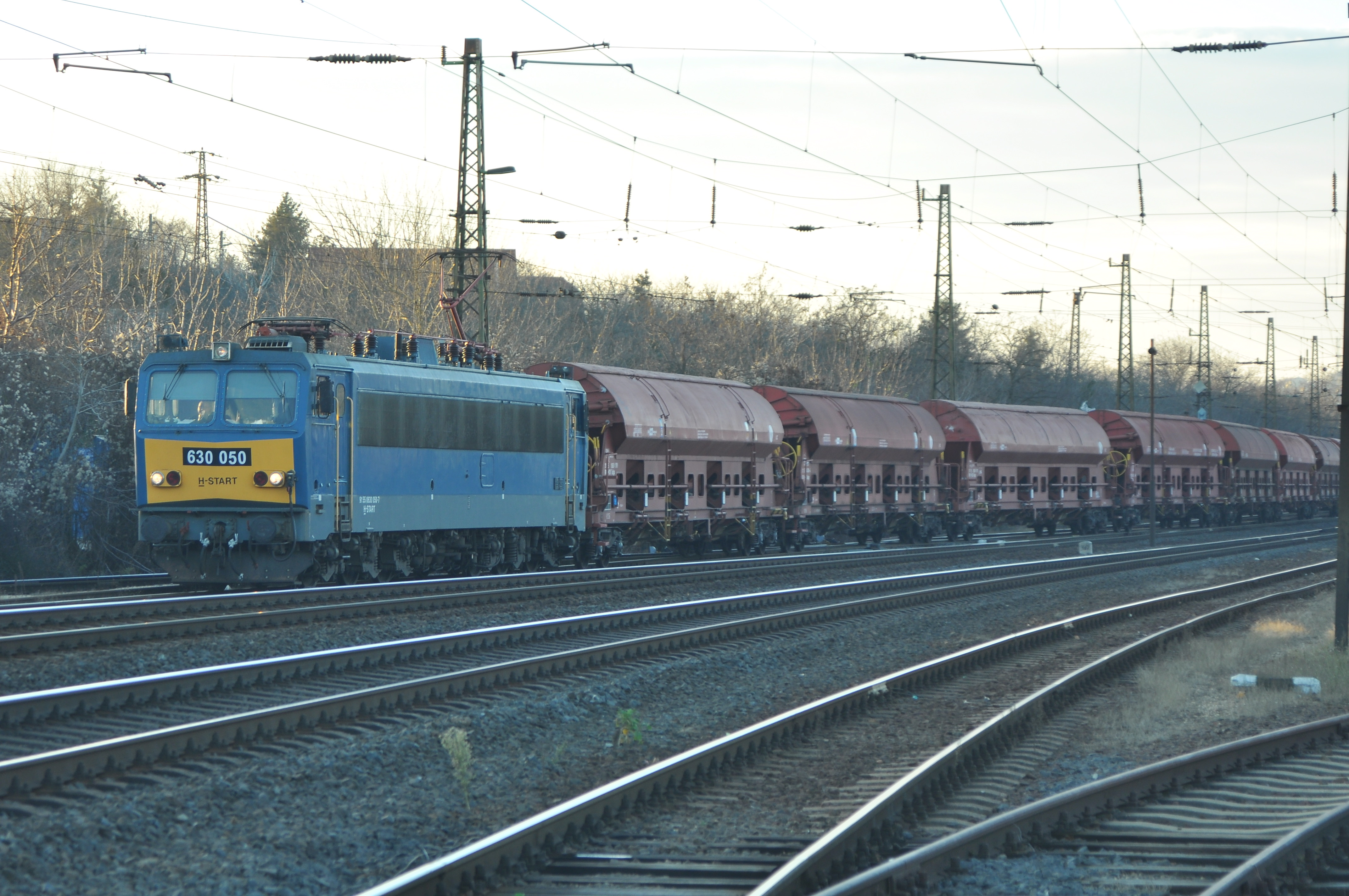
Tehervonat Budaörsön

Személy és teherforgalmán kívül az általa teremtett nemzetközi összeköttetés fontosságában kiemelkedik a Budapest–Hegyeshalom-vasútvonal, mert a Boszporusztól a Doveri szorosig Európát délkelet-északnyugati irányban átszelő transzkontinentális nemzetközi közlekedési folyosó része. Ez a fővonal nemcsak Bécs, Pozsony és Észak-Ausztria, hanem Svájc, Németország, és az egész Nyugat-Európa vasúti elérhetőségének kardinális pályája. Ebbe a folyosóba torkollik Hegyeshalomnál északról az országhatárt Rajkánál átlépő másik fővonal, amely a Balti-tengerig, sőt komppal Skandináviáig vagy akár az Északi-sark környékéig teremt kapcsolatot.
Az Osztrák–Magyar Monarchia idején a csehországi iparvidék és a magyar agrártérségek közötti árucsere miatt volt kiemelkedő jelentősége. A második világháború után az egyik legnagyobb kereskedelmi partnerünkkel, az NDK-val való árucserében vált különösen fontossá. A rendszerváltás után a Nyugat-Európa felől és felé történő forgalom növekedett meg, amelyet az Európai Unióhoz való csatlakozás után a magán-vasúttársaságok megjelenése még tovább fokozott. Növekedett a konténer irányvonatok és a kamionszállító RoLa vonatok száma is.

## Földrajz
Útja során az észak-dunántúli tájakon át a következő patakok, vízfolyások fölött halad el: Budakeszi-árok (Budaörsnél), Hosszúréti-patak (Törökbálintnál), Füzes-patak (Biatorbágynál), Békás-patak, Kígyós-patak (Herceghalomnál), Sajgó-patak, Szent László-patak (Bicskénél), Váli-víz, (Bicske után), Csákány-patak, (Tatabánya előtt), Galla-patak (Tatabányán), Árendás-patak (Tatán), Által-ér (Tata és Almásfüzitő közt), Fényes-patak, Szőny-Füzitői-csatorna (Almásfüzitő), Concó-patak (Ács), Cuhai-Bakony-ér (Nagyszentjános), Rába, (Győr), Rábca, Kis-dunai-tőzegcsatorna, Megyei-csatorna (Kimle után).

## Története

### Építése
A Bécs–Bruck közötti vasút 1846-ban történő megépítése után a további építést illetően előrelépés csak 1853 után történt. A gloggnitzi vasúttársaság ekkor az államnak átadott vasutakért, mintegy kárpótlásul, engedélyt nyert a Bruck–Győr–Újszőny közti vasút kiépítésére. A győriek a vasutat elsősorban a közvetítő kereskedelmi érdekek szolgálatába kívánták állítani. A vasúttársasághoz intézett levelükben kijelentették, hogy a vasút akkor lesz kedvező a városra nézve, ha a vasútállomás a hajóállomáshoz közel épül fel, s a két fontos kereskedelmi csomópontot vasút köti össze. Ebben az esetben a város a féltve őrzött vásártér egy részének ingyenes átengedésére is hajlandónak mutatkozott. Ez rendkívül nagy engedményt jelentett, ha figyelembe vesszük, hogy egy-egy országos vásár alkalmával 5000–6000 db vágómarhát hajtottak fel a győri vásártérre, s emellett még tekintélyes volt a ló- és a sertéseladás is.
A gloggnitzi vasúttársaságtól 1855-ben az Osztrák–magyar Államvasút-társaság vette meg a jelzett vasutat, melyet rövid idő alatt befejezett. 1855. december 24-én átadták a forgalomnak a Bruck–Győr, majd 1856-ban a Győr–Újszőny közötti vonalat. Miután a vasúttársaság a szárnyvonal kiépítésére nem vállalkozott, a város ingyen nem adott területet a vásártérből. A Bécs–Győr vasút kiépítésével Győr a nyugatra irányuló közvetítő kereskedelem utolsó átrakodó állomása lett. A Győrbe hajón szállított termény itt vasútra került.
A Győr–Újszőny (ma Komárom) 37 km hosszú vasútvonalat 1856. augusztus 10-én adta át az ÁVT. Itt azonban 28 évig megrekedt a vonal továbbépítése, bár Újszőny állomás nem maradt sokáig végállomás, mivel 1860-ban elkészült a Déli Vasút Székesfehérvár–Újszőny vonala, ami déli irányban teremtett kapcsolatot.
1882-ben a MÁV megszerezte a Bruck–Újszőny vasútvonalat az ÁVT-től, így érdekeltté vált a vasútvonal befejezésében. A Kelenföld–Újszőny vasútvonalat már a MÁV építette, az üzembevétele 1884. július 15-én történt meg. A vonal építésének fontos célja volt a fejlődő tatabányai szénmedence vasúti kapcsolatának létrehozása, de még inkább a MÁV Budapest–Bécs kapcsolatának kiépítése. A korábban kiépült, jelentős hosszban kétvágányú vasútvonal, a Budapest–Vác–Pozsony–Bécs-vonal ugyanis az ÁVT tulajdona volt, így a MÁV vonal konkurenciájaként üzemelt. A győri vonal azonban végül nem törte le a konkurenciát, mivel elkészülte után pár évvel, 1891-ben az ÁVT-t államosították, így a pozsonyi vonal is a MÁV vonala lett. A mintegy a 15 km-rel hosszabb pozsonyi vonal a jobb kiépítettsége és kedvezőbb vonalvezetése folytán a továbbiakban is megmaradt elsődleges bécsi útiránynak, mivel gyorsabb kapcsolatot biztosított, mint Győr irányában a Gerecse és a Vértes közötti szűk ívekkel és nagy emelkedőkkel tarkított szakasz.
A győri útirány a trianoni békeszerződés után értékelődött fel a Szob-Pozsony vonal elvesztésével. A vasútvonal Magyarország első számú kapcsolatává vált Bécs felé. A hálózatban elfoglalt fontos szerepe kikényszerítette a fejlesztést. Gondot okozott, hogy a Kelenföld – Tatabánya szakasz egy vágánnyal és kanyargós helyi érdekű vonalvezetéssel épült meg, amelyet az azóta eltelt több mint 100 évben nyomvonal-korrekciók sorával kellett átépíteni és kétvágányúsítani.

### A vasútvonal villamosítása
Dr. Kandó Kálmán eredményei alapján a MÁV elhatározta, hogy az új Kandó-rendszerrel villamosítja a Budapest–Hegyeshalom vasúti fővonalat. A döntést a szakmai megfontolásokon túl nyilván az is befolyásolta, hogy a trianoni békeszerződés után már ez a vonal kötötte össze Budapestet Béccsel és így Nyugat-Európával is, ezért abban az időben Magyarország legfontosabb vasútvonalának számított. A beruházással együtt 1927 és 1929 között megtörténtek az első nyomvonal-korrekciók.
A villamosításához Kandó két mozdonytípust tervezett, amelyek villamos berendezései azonosak voltak, csak egyes járműszerkezeti részek változtak az eltérő tehervonati hajtókerékméret különbözősége miatt. A Valtellina villamosításakor a Kandó által tervezett indukciós motor volt a siker kulcsa, az 50 periódusú rendszernél hasonló szerepet kapott a fázisváltó. Ennél a különleges berendezésnél Kandó egyfázisú transzformátort, egyfázisú szinkronmotort és többfázisú szinkrongenerátort egyesített egyetlen gépben. A munkavezeték 16 kV feszültségű, 50 periódusú, egyfázisú áramát többfázisú kis feszültségűvé alakította az indukciós hajtómotor számára. A mozdonynak négy szinkron sebességfokozata volt: 24,2; 50; 75 és 100 km/h.
A 190 km hosszú Budapest–Hegyeshalom-vasútvonal villamosításának részeként helyezték üzembe 1930-ban a Bánhidai Erőművet, amely egyebek között a vontatás villamosenergia-szükségletét is biztosította a 100 kV feszültségű Budapest-Bánhida-Horvátkimle vonalvezetésű távvezetékre kapcsolt Torbágy, Bánhida, Nagyszentjános és Horvátkimle transzformátorállomásokon keresztül. Azért, hogy az egyfázisú terhelés a háromfázisú energiaellátó rendszerre egyenletesen legyen elosztva, a munkavezetéket négy, egymástól elszigetelt szakaszra bontották, mindegyiket külön táplálással. Két alállomás a távvezeték azonos fázisára, a másik kettő pedig a két további fázisra kapcsolódott.
Komáromig 1932-ben, Hegyeshalomig 1933-ban került felsővezeték a pálya fölé. (A Kandó-féle 16 kilovoltos feszültségről a ma használatos 25 kilovoltra 1971. július 27-én állították át a vonalat.)
A villamosítás befejezése után 29 darab V40-es személyvonati és három V60-as tehervonati, Kandó Kálmán tervezte Ganz villamos mozdonyt állítottak szolgálatba.

### A második világháború után
A második világháború a MÁV vonalain és járműállományában jelentős pusztítást végzett. A hazai gépgyártás nem győzte, ezért a feladatok ellátására több mint ötszáz, S160-as sorozatú amerikai hadimozdonyt vásároltak. Ezek lettek a 411-esek a MÁV számozása szerint. Ezt később száz, a Szovjetunióból vásárolt tehervonati mozdonnyal egészítették ki.
A háborút követően Magyarországon csak tizenkét MÁV V55 sorozatú villamos mozdonyt építettek. A MÁV V43 sorozat a magyar vasút történetében a legnagyobb darabszámú villamosmozdony-sorozat. Az első darabok Essenben készültek, a többi – majd 370 licencépítésű – Budapesten, a Ganz–MÁVAG-ban. Szintén a Ganz–MÁVAG gyártmánya a legnagyobb teljesítményű magyar mozdony a MÁV V63 sorozat.

### A vasútvonal korszerűsítései
A vasúti közlekedés korszerűsítése az 1960-as években kezdődött el. Ennek középpontjában eleinte a dízelprogram, majd az energiatakarékosság jegyében 1974 elejétől a KPM a vasút-villamosítást helyezte előtérbe.
Az 1970-es években a közlekedésmodernizáció sorsát bel- és külföldi események sora kedvezőtlen irányba terelte. A MÁV gazdasági helyzete évről évre romlott. 1980-ban a MÁV még 5700 millió Ft támogatásban részesült, 1984-ben az egyenleg már a költségvetés javára mutatott 2977 millió Ft aktívumot. A MÁV szolgáltatásai nem tartottak lépést az igényekkel (kulturálatlan körülmények, nem megfelelő csatlakozások, késések stb.). A ki nem elégített beruházási igények felhalmozódtak, ezek volumene 1980-ban már több mint 30 milliárd Ft-ot tett ki.
- 1975 és 1977 között is végeztek felújításokat a vonalon. Ekkor épültek meg a Biatorbágyi, a Herceghalmi, a Bicskei, a Szárligeti, az Almásfüzitői, a Lébény-Mosonszentmiklósi és a Rajkai állomások új felvételi épületei. A sebesség növelése érdekében sok szakaszon nyomvonal-korrekciót hajtottak végre. Hosszú, nagy íveket hoztak létre. A biatorbágyi viaduktot ekkor helyezték forgalmon kívül, bár a hídszerkezetek a mai napig megvannak, igaz csak az északabbra található van használható állapotban.
- 1978-ban villamosították a Hegyeshalom – Rajka szakaszt.
- 1988-ben korszerűsítették Tatabánya (akkor: Tatabánya-Alsó, korábban: Bánhida) állomást, és új felvételi épületet emeltek.
- Tatabánya város közigazgatási területén 1989-ben Felsőgalla állomást kihagyva átvágták az (addig is kőbányaként használt) Keselő-hegyet, és kiegyenesítették az addig helyi szűk ívekkel tűzdelt szakaszt. Az 1990-es években még erre közlekedtek a személyszállító vonatok. 2008 végén felszedték a Szárliget felőli kitérőt. Jelenleg Tatabánya állomás irányából (Alsógalla megállóhelyen keresztül) lehet elérni Felsőgalla állomás területét. 2009 végén lebontották Felsőgalla állomás felsővezetékét. (Az állomás az annak északi végéből kiágazó, a szénosztályozóhoz vezető iparvágány csekély teherforgalma miatt maradt meg.)
- 1994-ben folytatták a vasútvonal korszerűsítését. Ennek eredményeként 1997-től 160 km/h-s sebesség érhető el, így az utazás Bécs–Budapest között 3 órára csökkent (InterCity-vonatok). A távlati jövőben szó van nagysebességű vasútvonal építéséről Párizs és Isztambul között. A Budapest–Győr–Hegyeshalom közötti fővonalhoz Hegyeshalom állomásnál csatlakozik a Hegyeshalom–Szombathely-mellékvonal. Napi vonatpárok száma öt.
- Az EU ISPA támogatásának felhasználásával folytatódik a Budapest–Hegyeshalom vasútvonal (a IV. számú páneurópai korridor része) 2002-ben megkezdett korszerűsítése. 2007 végéig közel 25 milliárd forint felhasználásával átépült a Budaörs–Biatorbágy és a Komárom–Győrszentiván-vonalszakasz. A pályarekonstrukciók során UIC 60-as síneket alkalmaz a MÁV rugalmas és korszerű Pandrol Fastclip leerősítéssel. Győr állomás vágányainak és biztosítóberendezésének átépítése mellett Komárom állomáson is új elektronikus biztosítóberendezés létesül. A már 1997-ben bevezetett 140–160 km/h sebesség üzembiztos alkalmazása érdekében Kelenföld–Hegyeshalom között elektronikus vonatbefolyásoló rendszert (ETCS) szereltek fel.[17]
- 2009 őszén a vasút átszervezésével együtt szóba került a Hegyeshalom–Rajka-vasútvonalon a személyszállítás megszüntetése. Ezzel gyakorlatilag megszűnt volna a Budapest–Pozsony viszonylatban a rövidebb vasúti összeköttetés, ahogy az 1. számú vasúti fővonal is néhány kilométerrel Pozsony, mint szomszédos főváros előtt ért volna véget. A személyforgalom végül megmenekült.
- A Mosoni-Duna-ág déli, illetve délnyugati oldalán vezet a Budapest–Hegyeshalom vasúti törzsvonal. A vasútvonalon Győr, Hegyeshalom és Rajka között helyi utazási igényeket kielégítő személyvonatok is közlekednek. Napi vonatpárok száma 21.

Fejlesztést igényelne Győr városában a régóta jelentős problémát okozó Újlak utcai gyalogos és közúti átjáró, mivel a jelentős vonatforgalom miatt szinte többet van zárva az átjáró sorompója, mint nyitva, ez pedig igencsak megnehezíti a vasút által kettéválasztott belváros és Nádorváros közti forgalmat. Erre praktikusan egy aluljáró kínálna megoldást. Az illetékes hatóságok azonban 2021-ben is úgy nyilatkoztak, hogy „a fejlesztési tervekben, stratégiai koncepciókban az Újlak utcai közúti-vasúti szintbéli kereszteződés kiváltása nem szerepel.”

#### Javítási munkálatok 2023 őszén[19]
2023. szeptember 17-én elkezdte a MÁV felújítani az akkor 140 km/h sebességgel járható pályaszakaszt, melyet veszélyesnek jelentett ki a közlekedésért felelős miniszter, Lázár János. Ezt megelőzően már csak 100 km/h-el volt járható a vonal Biatorbágy – Szárliget szakasza. Az első fázisban a pályát mérték fel, majd megkezdték a munkálatokat a bal vágányon. Ez volt a személy és teherforgalom számára egy kevésbé zavaró fázis, a felújítás első szakasza. Október 27-től megkezdődött a második, a forgalomra sokkal nagyobb hatással lévő folyamat. Október 27-től November 17.-ig teljes vágányzár volt a Biatorbágy – Szárliget szakaszon, a pályát felszedték, a V-HÍD M62-es Szergej és Ludmilla mozdonyainak vonóerejével, majd az FKG pályakarbantartó gépeinek automatizált munkásságával elkezdték az elegyelrendezést mindkét vágányon. A személyvonatokat a Volánbusz Zrt. adta ki pótlóbuszokkal, melyek Budapest-Kelenföld, Etele tértől indultak és Tatabányáig közlekedtek. Az egyes vonal sűrű teherforgalmát az egyvágányú, nem villamosított 5-ös vasútvonalra terelték, a MÁV-START remotorizált M62-es Szergej mozdonyaival, a GySEV két, volt DB 233 Ludmilláival, a MÁV-Nosztalgia Kft. két, M61 001 és M61 006 Nohab mozdonyával, valamint más magánvasutak közreműködésével segítették az átlag, napi 34 tehervonat átemelésében. Ennek a fázisnak ideje alatt az 5-ös vonalon a személyvonatok helyett pótlóbuszok közlekedtek, hogy az emelkedett teherforgalmat ki tudja szolgálni.

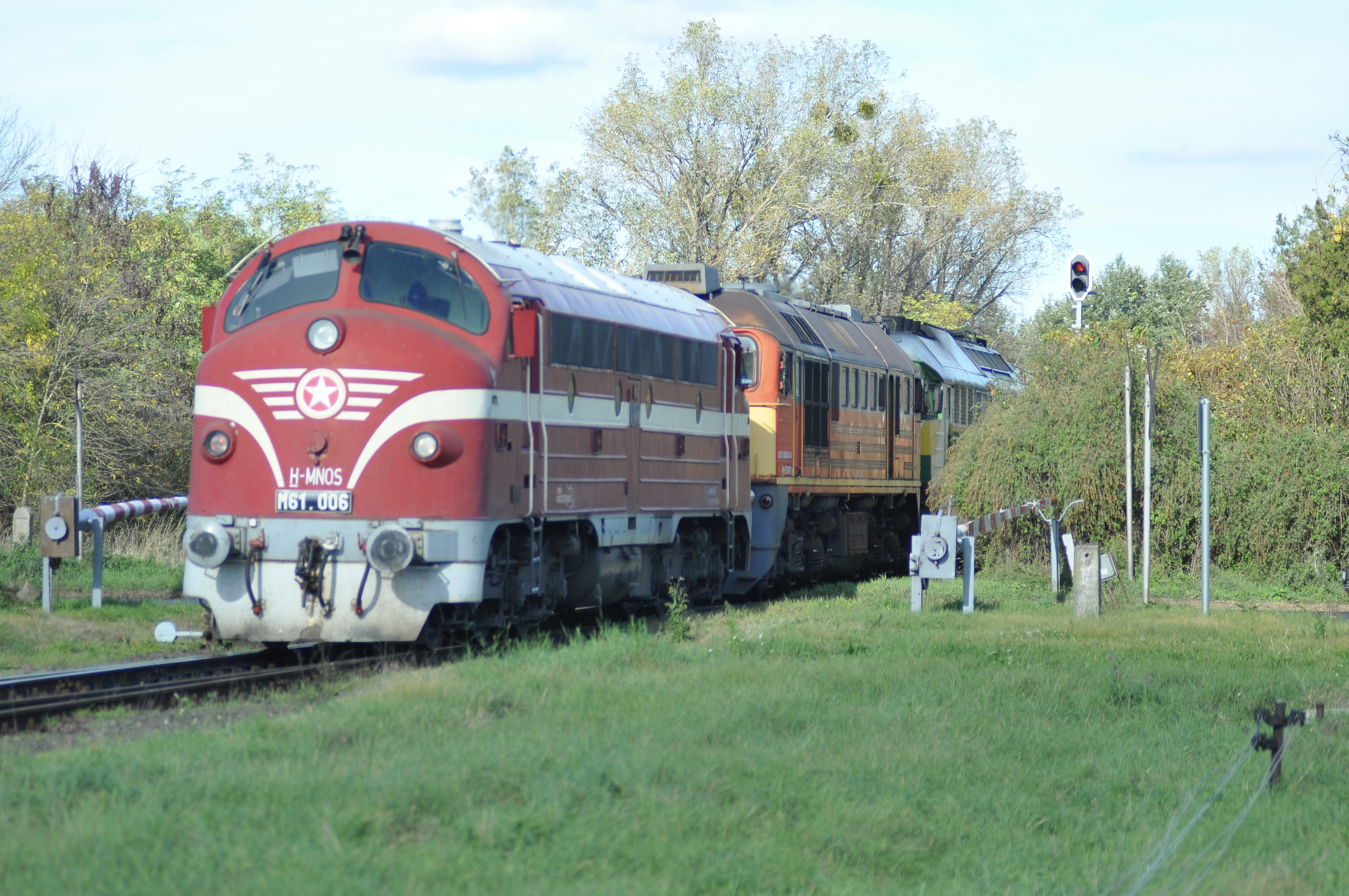
M61.006, 628 314, 648 001 egy átemelt tehervonat végén Nagyigmándon.

A második fázis november 17-vel véget ért, ezzel a személy- és teherforgalomnak újra átadták a bal vágányt, viszont még mindig iszonyú sok késéssel értek be a személyvonatok, és nemzetközi vonatok az célállomásaikba. Azonban az ÖBB felszólalt, hogy a MÁV nem jelentette be időben a felújítási munkálatokat, így a Railjet Express vonatok utasainak nehezére csak Bécsig tudtak közlekedni a magyar vonatok. Innen átszállással, más ÖBB Railjet vonattal tudtak tovább menni Münchenig, Salzburgig.
Az utolsó, harmadik, és egyben könnyedebb fázis, mely az elsőhöz hasonlítható, december 9-ig tartott, ezután ismét közlekedhettek a személyvonatok és egyben tehervonatok a Biatorbágy – Szárliget szakaszon akadálymentesen, immár újra 140 km/h sebességgel.
2025 májusában miniszterelnöki szintű megállapodás született Magyarország és Szlovákia között a határátkelési lehetőségek bővítéséről, ezen belül többek között a Győr és Pozsony közötti vasúti kínálat bővítéséről.

## Pálya

### Maximális sebesség[21]
| Kezdőpont          | Végpont            | Hossz [km] | Sebesség [km/h] |
| ------------------ | ------------------ | ---------- | --------------- |
| Budapest-Keleti    | Ferencváros        | 7          | 80              |
| Ferencváros        | Budapest-Kelenföld | 6          | 80              |
| Budapest-Kelenföld | Budapest-Kelenföld |            | 60-80           |
| Budapest-Kelenföld | Budaörs            | 6          | 120             |
| Budaörs            | Biatorbágy         | 12         | 140             |
| Biatorbágy         | Biatorbágy         |            | 100             |
| Biatorbágy         | Tata               | 52         | 140             |
| Tata               | Almásfüzitő felső  | 9          | 160             |
| Almásfüzitő felső  | Komárom            | 11         | 120             |
| Komárom            | Komárom            |            | 80-100          |
| Komárom            | Győr               | 37         | 160             |
| Győr-Gyárváros     | Győr               | 2          | 120             |
| Győr               | Győr               |            | 100             |
| Győr               | Hegyeshalom        | 47         | 160             |
| Hegyeshalom        | Rajka              | 13         | 100             |

## Forgalom
A MÁV mai zászlóshajói, a 470 sorozatú, nagy teljesítményű és sebességű, nemzetközi forgalomra is alkalmas, korszerű biztonsági és vonatbefolyásoló rendszerrel felszerelt mozdonyok – közismertebb nevükön Taurusok – Siemens gyártmányúak. Valamint MÁV 480 sorozatú TRAXX mozdonyok is megfordulnak. A személyvonati és elővárosi forgalmat pedig 2007 óta a szintén korszerű Talent és a Flirt motorvonatok bonyolítják le. 2021. december 11-étől emeletes Stadler KISS motorvonatok is közlekednek a vonalon, a G10-es viszonylaton.
A vasútvonal üzemeltetését a Rajka – Hegyeshalom szakaszon 2011 decemberétől a GySEV vette át.
A vasútvonal teherforgalma nagy. A teherszállító vonatokat többnyire ÖBB 1116-os valamint egyéb magánvasúti mozdonyok továbbítják.
2023. május 1-től Bezenye megállóhelyen feltételes megállási rend került bevezetésre.

### Utasforgalom
A Budapest – Tatabánya vonalszakaszt igénybe vevő utasok számát az alábbi táblázat tartalmazza, nem számítva a jogszabály alapján díjmentesen utazókat (65 év felettiek, 6 év alattiak, határon túli magyarok, díjmentesen utazó diákcsoportok), valamint a fővároson belül Budapest-bérletet használókat.
| Év   | Utasszám   | Változás |
| ---- | ---------- | -------- |
| 2017 | 3,9 millió |          |
| 2018 | 4,8 millió | +24%     |

## Iparvágányoka vasútvonal mentén
A vasútvonal Magyarország és észak-Dunántúl legiparosodottabb vidékein halad keresztül. Az áruk, a félkész és késztermékek, az ipari és mezőgazdasági alapanyagok és nyersanyagok (a tömegáruk) szállításának legfőbb színhelye volt. Nemzetgazdasági szinten az export és importáruk mozgatásának legfőbb lehetősége az áruk és termékek szállításának közútra tereléséig.
A termelési, raktározási helyek könnyebb megközelítésre az alábbi állomásokról és megállóhelyekről iparvágányt, iparvágányokat építettek. A termelési szerkezet megváltozásával a kiszolgáló vágányok szerepe is megváltozott. A szocializmusban az állam (a MÁV) tartotta fenn őket. 1990 után a privatizációval általában magántulajdonba kerültek, vagy a sorsuk máig rendezetlen.
- Pamuttextil Fonógyár: Budapesten az Alsóhegy utca mentén épült ki egy hármas vontatóvágány, mely az itteni Pamuttextil Fonógyár, a HM Ruharaktár, valamint a Lenfonó- és Szövőipari Vállalat telephelyét szolgálta ki. A legdélibb kihúzója végén egy töltőállomás is helyet kapott, ahonnan a közeli Kelenföldi autóbuszgarázs gázolaj-tartályát lehetett feltölteni. Az üzemek megszűnése után a funkcióját vesztett iparvágány még sokáig megmaradt, majd legkésőbb a kétezres évek végén, a környék rekultivációjával együtt elbontották.
- Kelenföld: Személypályaudvar, de egyben teherpályaudvar is.
- Andor utcai vontatóvágány: A Kelenföld számos ipari létesítményét kiszolgáló iparvágány a 20. század elején létesült Kelenföld vasútállomás után kiágazva az Andor utca mentén, mely évtizedeken át töltött be jelentős szállítási feladatokat. A második világháború idején szükségvonalként is működtették, de a Lágymányosi-öböl feltöltésében is szerepe volt. A rendszerváltoztatás után a tönkremenő vagy átalakuló gyárak és egyéb üzemek miatt a vágány fokozatosan elvesztette funkcióját, ezért hivatalosan 1997-ben megszüntették, de ténylegesen csak 2003-ban bontották el.[6]
- Bicske: A 2000-es évek elején még használták az állomás nyugati végénél található bauxit rakodó vágányokat, amiket egy deszkafal választ el az átmenő vágányoktól, hogy a vörös port ne hordja a szél tovább.
- Szárliget: Nagyegyházi Bauxitrakodó felől vonatvágányúttal lehetett Szárliget (korábban Szár-Szárliget) állomásra bejárni. A bánya felhagyásával az iparvágányt visszabontották, jelenleg a 8101 sz. közút feletti híd előtt végetér. Az állomáson van továbbá az Erdért rakodóvágánya. Tervezték az állomás bővítését, ha a teherforgalom indokolja (plusz két vágánnyal), de ezek eddig nem valósultak meg.
- Tatabánya: A 20. század elején a mai Tatabányát alkotó községekben kibontakozott a szénbányászat. 1913-ra az akkori magyarországi szénbányászatban megtermelt barnaszén ⅓-a a tatabányai szénbányákból került ki. Már a bányászat kezdetekor a vasút mellett rakodóállomást és szénosztályozót építettek. A bányákból a szén sodronykötélpályákon (függősínpályákon) érkezett a rakodóállomásra.
- Tóvároskert: Az Esterházy-uradalom az Uradalmi Gőztéglagyárat 1887-ben építtette. Az áruszállításban mérföldkő volt az 1883-ban megépülő vasútvonal, amikor is a készárut elszállítandó, iparvágányt az uradalomhoz kiépítették.
- Tata: Oldal- és homlokrakodó az építőanyag illetve honvédségi rakodásokhoz, szabad rakodó vágányok amiket napjainkban fémhulladék és szén rakodásra használnak. A raktár épület város felőli oldalán levő szabad rakodó vágányt, főleg aratási időszakban gabona elszállítására használják. A Szomódi út melletti iparvágányok a megszűnt téglagyárhoz vezettek. A Tóvároskert felőli iparvágány az Angolkert melletti domb tetején levő cserépgyár kiszolgálását végzi, ami tovább vezet a már megszűnt Baji úti téglagyárhoz
- Almásfüzitő: A Vacuum Oil Company Rt. ásványolajfinomítója 1907-re készült el. 1930-ban az akkori kor színvonalának megfelelő 7000 vagonos tartályrendszerben tárolták a nyersolajszármazékokat. (Ma ugyanezen a helyszínen sörgyártás és palackozás folyik.) Az olaj átfejtése a vasúti szállításokhoz iparvágányokon történt.
  - Az 1950-ben felavatott almásfüzitői timföldgyár kiszolgálására iparvágányt vezettek be a gyár területére. A vasútvonal mellett teherpályaudvart képeztek ki, a sűrűn érkező célvonatok tárolására.
- Komárom: A helyi igényeket kielégítő vasöntöde és malom 1923-ban létesült. A komáromi Lenfonó Vállalat, mely a vasútállomástól 3 km-nyire található, már létesítése óta rendelkezett iparvágánnyal. A három üzem kiszolgálására használták az iparvágányt. A fejlődő város belterületén lévő iparvágány, az idő múlásával a fejlődés gátjává vált, mert akadályozta az 1960-as években az E5-ös akkori nyomvonalát, amely keresztezte a vágányt. Ezért a nyolcvanas évek elején felszámolták. Rendező-pályaudvarán csoportosítják az ország belsejébe és a külföldre (főleg Szlovákiába irányuló teherforgalmat.
- Ács: 1871-ben Patzenhofer Konrád Ácser Zuckerfabrik, Patzenhofer, Berg & Co néven üzemet alapított. Az alapító több birtokot is bérelt a Veszprém vármegyei birtokán kívül. A távolabb lévő mezőgazdasági területekről a gyárba az iparvágányon beszállított cukorrépát, a feldolgozásra speciális ürítőberendezéssel távolították el.
- Gönyű: A Győr–Gönyű Nemzetközi Hajókikötő Rt. Ro-ro kikötőjét, létesítményeit 2000. december 21-én avatták fel. A dokkokba beúszó hajók 60 kamiont képesek egyszerre befogadni. A területet viszonylag nehéz megközelíteni, de a kikötőbe érkező áruk be-, és kirakásának elősegítésére 2008-ban a Budapest–Hegyeshalom-vasútvonalhoz csatlakozó iparvágányt létesítettek Győrszentiván vasútállomástól 9,4 km hosszon, a kikötő előtti öt vágányú átadó-átvevő állomással, együttesen 12,4 km vágányhosszban.
- Győr-Gyárváros: A győri gyárak, üzemek (Audi, ÉDÁSZ, ÁTI-telep, Vagongyár) gazdaságos eléréséhez iparvasúti vágányhálózatot alakítottak ki. Ebben a rendszerben a műszakváltásokra a győri teherpályaudvarra beérkezett teherkocsikat tolatómozdonyokkal vitték a megfelelő üzemekhez.
  - A városnak külön teherpályaudvara van. Ezenkívül rendező pályaudvarral is rendelkezik, mert vasúti gócpont is egyben. A belvárosi teherpályaudvar forgalma lecsökkent. A városban meglévő ún. körvasút megszűnt, nagy részét felszámolták. Jelenleg a városban 14 helyen van olyan vasút-közút kereszteződés, ahol már a síneket felszedték, de a közúti jelzőberendezések funkcionálnak (2007).
  - A 2000-ben bezárt Cereol növényoljagyár[25] iparvágánya a fővonalhoz közel még nagyrészt megvan, mely egy ipari területre fut be, de a további szakasz az üzemmel együtt már elbontásra került.[10]
- Kimle-Károlyháza: A vasútvonal mellett lévő majort államosították, s 1956-ban megalakult a Károlyházi Állami Gazdaság. Az állami gazdaság és a vasút mellé szerveződő falu 2002-ben levált Kimléről. A területén lévő Agrokémiai üzem kiszolgálására a nem messze lévő vasútállomásról iparvágány csatlakozik az üzemhez. Az elkészült műtrágya raktározása mellett, a szállításra való előkészítés is itt történik meg.
- Mosonmagyaróvár: 1855-ben indult meg a közlekedés Győr és Hegyeshalom között. Az ország első timföldgyára 1933-ban létesült e helyen. Ennek a kiszolgálása iparvágányon keresztül történik.
- Hegyeshalom: Különleges jelentőséget kapott a nagyközség 1921 után a trianoni békeszerződéssel. Egyszerre az ország legfontosabb határállomása lett. Vámhivatal, rendező-pályaudvar, vasutas és pénzügyőri lakások, valamint határ-állatorvosi lakások épültek.
- Rajka: A Dunántúl legészakibb pontján, 1947 óta, amikor határállomás lett, bonyolítja le a Közel-Kelet és az Északi-tenger országai közötti személy-, és teherforgalom egy részét. A község szélén elhaladó Pozsony-Szombathelyi vasútvonal is ezt a forgalmat növeli.

## Járatok
A lista a 2023–2024-es menetrend adatait tartalmazza. A páratlan vonatszámú járatok Budapest felé, a páros vonatszámú járatok Győr felé közlekednek.
| Vonat                           | Útvonal |
| személyvonatok                  | személyvonatok |
| ------------------------------- | --- |
| S10                             | Budapest-Déli – Tatabánya – Komárom – Győr |
| G10                             | Budapest-Keleti – Tatabánya – Komárom – Győr |
| S12                             | Budapest-Déli – Tatabánya – Oroszlány |
| S150                            | Székesfehérvár – Komárom |
| S74                             | (Komárom –) Almásfüzitő – Süttő – Esztergom |
| gyorsított                      | Budapest-Keleti – Tatabánya – Komárom – Győr – Hegyeshalom                                                                                             |
| személy                         | Győr – Hegyeshalom (– Rajka) |
| személy                         | Rajka – Hegyeshalom |
| IR 1935-1945,19203 RÁBA         | (Szombathely – Celldömölk –) Győr – Komárom – Tatabánya – Budapest-Keleti (csak Budapest felé)                                                         |
| InterCity                       | |
| IC 981-997,1991,1998 SCARBANTIA | Budapest-Keleti – Tatabánya – Győr – Csorna – Sopron                                                                                                   |
| IC 911-928 SAVARIA              | Budapest-Keleti – Tatabánya – Győr – Csorna – Szombathely (– Szentgotthárd)                                                                            |
| IC 949 ARRABONA                 | Győr – Tatabánya – Budapest-Keleti (csak Budapest felé)                                                                                                |
| nemzetközi vonatok              | |
| személy                         | Hegyeshalom – Rajka – Bratislava-Petržalka (Pozsonyligetfalu) (– Bratislava Nové Mesto (Pozsony-Újváros))                                              |
| EuRegio                         | Győr – Hegyeshalom – Bruck an der Leitha (– Wien Hauptbahnhof)                                                                                         |
| rjx 162                         | Budapest-Keleti – Győr – Mosonmagyaróvár – Wien Hauptbahnhof – Salzburg Hauptbahnhof – Innsbruck Hauptbahnhof – Zürich Hauptbahnhof (csak Zürich felé) |
| rjx 165                         | Zürich Hauptbahnhof – Innsbruck Hauptbahnhof – Salzburg Hauptbahnhof – Wien Hauptbahnhof – Hegyeshalom – Győr – Budapest-Keleti (csak Budapest felé)   |
| rjx 264                         | Budapest-Keleti – Győr – Mosonmagyaróvár – Wien Hauptbahnhof – Salzburg Hauptbahnhof (csak Salzburg felé)                                              |
| rjx 60, 62-67                   | Budapest-Keleti – Győr – Hegyeshalom – Wien Hauptbahnhof – Salzburg Hauptbahnhof – München Hauptbahnhof                                                |
| rjx 61/261                      | München Hauptbahnhof – Salzburg Hauptbahnhof – Wien Hauptbahnhof – Mosonmagyaróvár – Győr – Budapest-Keleti                                            |
| rjx 269                         | Innsbruck Hauptbahnhof – Salzburg Hauptbahnhof – Wien Hauptbahnhof – Hegyeshalom – Győr – Budapest-Keleti (csak Budapest felé)                         |
| IC 312/313 MURA                 | Budapest-Keleti – Győr – Csorna – Szombathely – Szentgotthárd – Graz Hauptbahnhof                                                                      |
| IC 310/311 DRÁVA                | Budapest-Keleti – Győr – Csorna – Szombathely – Szentgotthárd – Graz Hauptbahnhof – Ljubljana                                                          |
| EC 140/149 HORTOBÁGY            | Záhony – Debrecen – Szolnok – Budapest-Keleti – Győr – Hegyeshalom – Wien Hauptbahnhof                                                                 |
| EC 143/146 TISZA                | Chop – Záhony – Debrecen – Szolnok – Budapest-Keleti – Győr – Hegyeshalom – Wien Hauptbahnhof                                                          |
| EC 686/687 SZAMOS               | Baia Mare – Nyírábrány – Püspökladány – Szolnok – Budapest-Keleti – Győr – Hegyeshalom – Wien Hauptbahnhof                                             |
| EC 346/347 DACIA                | Bukarest – Lőkösháza – Szolnok – Budapest-Keleti – Győr – Hegyeshalom – Wien Hauptbahnhof                                                              |
| EC 142/145 LISZT FERENC         | Budapest-Keleti – Győr – Hegyeshalom – Wien Hauptbahnhof                                                                                               |
| EC 144/341 CSÁRDÁS              | Budapest-Keleti – Győr – Hegyeshalom – Wien Hauptbahnhof                                                                                               |
| EC 141/148 SEMMELWEIS           | Budapest-Keleti – Győr – Hegyeshalom – Wien Hauptbahnhof                                                                                               |
| EC 147/340 LEHÁR                | Budapest-Keleti – Győr – Hegyeshalom – Wien Hauptbahnhof                                                                                               |
| EC 1160/1167 ADVENT             | Budapest-Keleti – Győr – Hegyeshalom – Wien Hauptbahnhof (csak adventi szombatokon közlekedik)                                                         |
| EN 462/463 KÁLMÁN IMRE          | Budapest-Keleti – Győr – Hegyeshalom – Wien Hauptbahnhof – Salzburg Hauptbahnhof                                                                       |
| EN 466/467 WIENER WALZER        | Budapest-Keleti – Győr – Hegyeshalom – Wien Hauptbahnhof – Salzburg Hauptbahnhof – Zürich Hauptbahnhof                                                 |

## Galéria

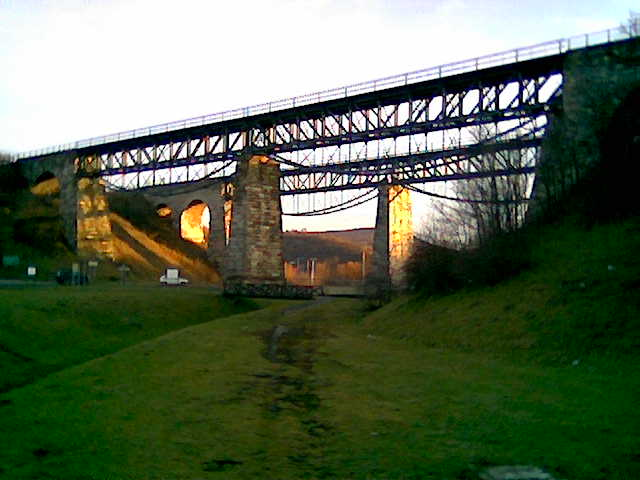
A Biatorbágyi vasúti viadukt, az 1931-es biatorbágyi merénylet helyszíne
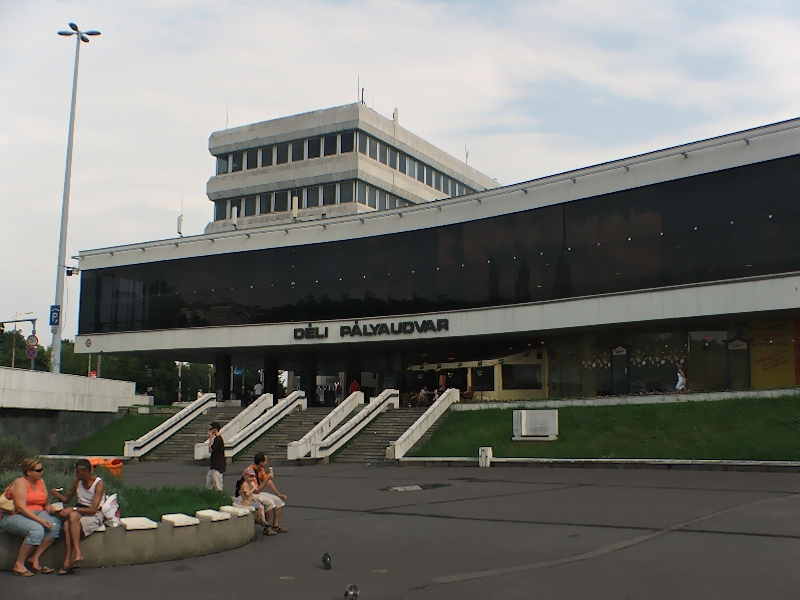
Budapest-Déli pályaudvar, a vasútvonal kezdőpontja
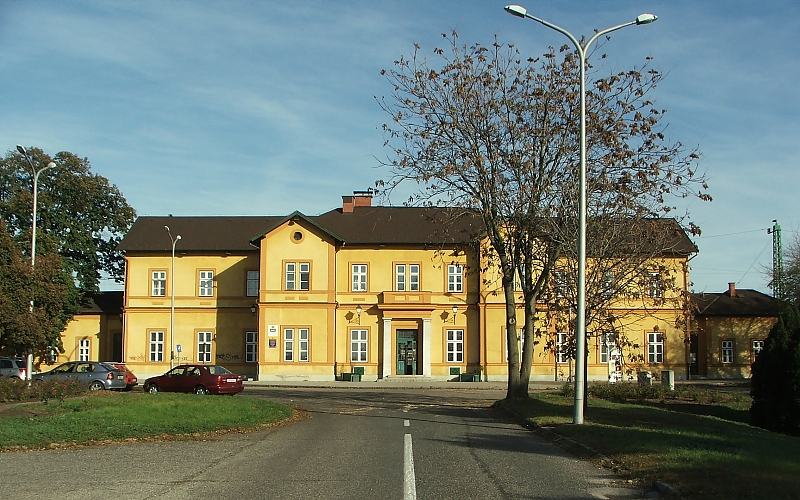
A tatai állomás 1996-1997 között felújított épülete
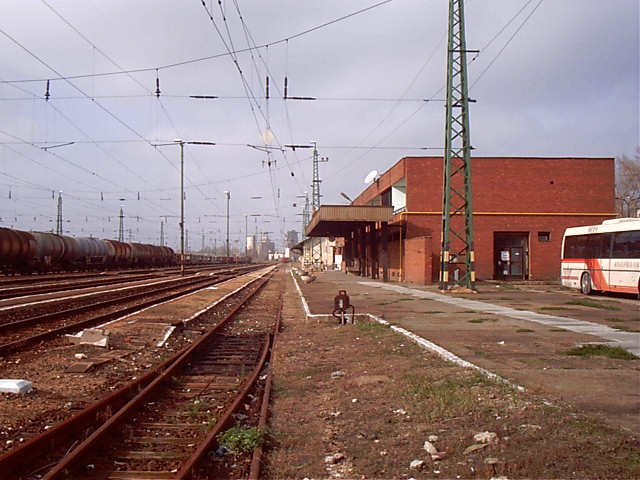
Az almásfüzitői állomás
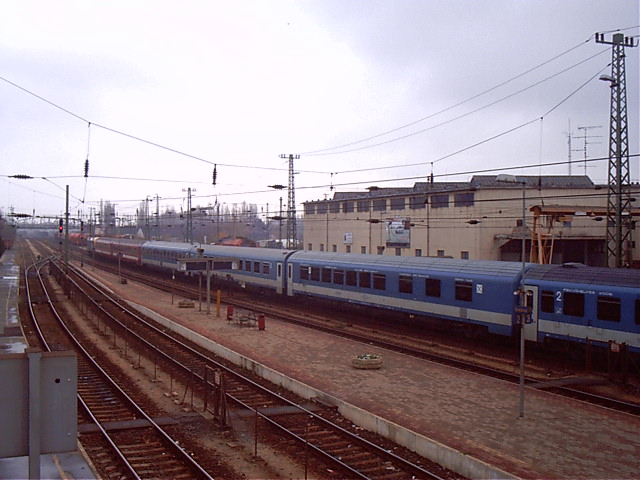
Nemzetközi gyorsvonat a szlovák-magyar határállomáson Komáromban
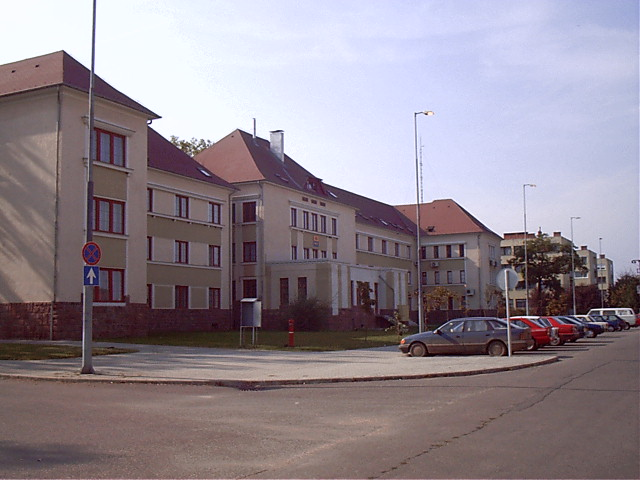
Hegyeshalom (országhatár), a vasútvonal egyik végállomása
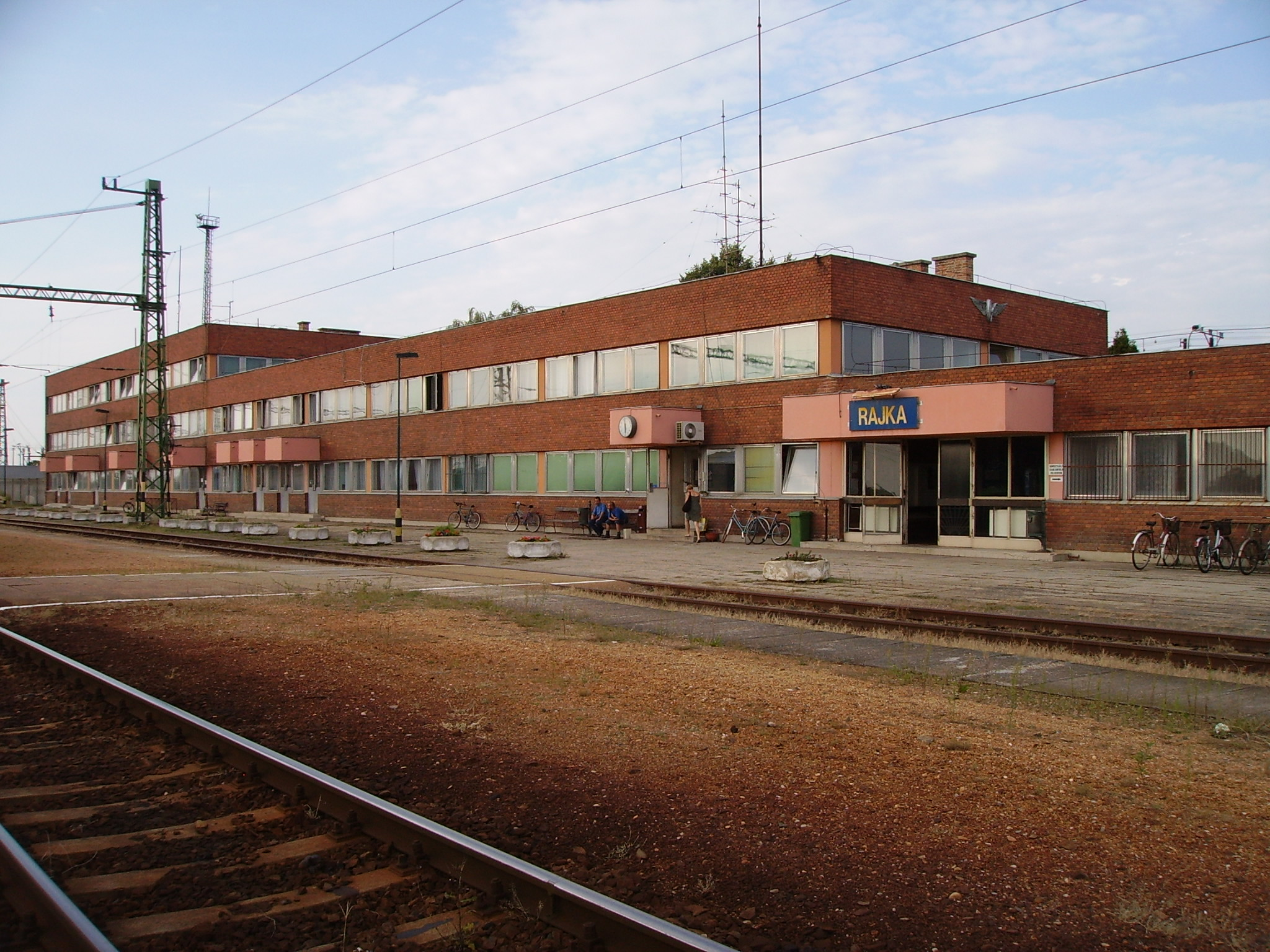
Rajka (országhatár), a vasútvonal másik végállomása
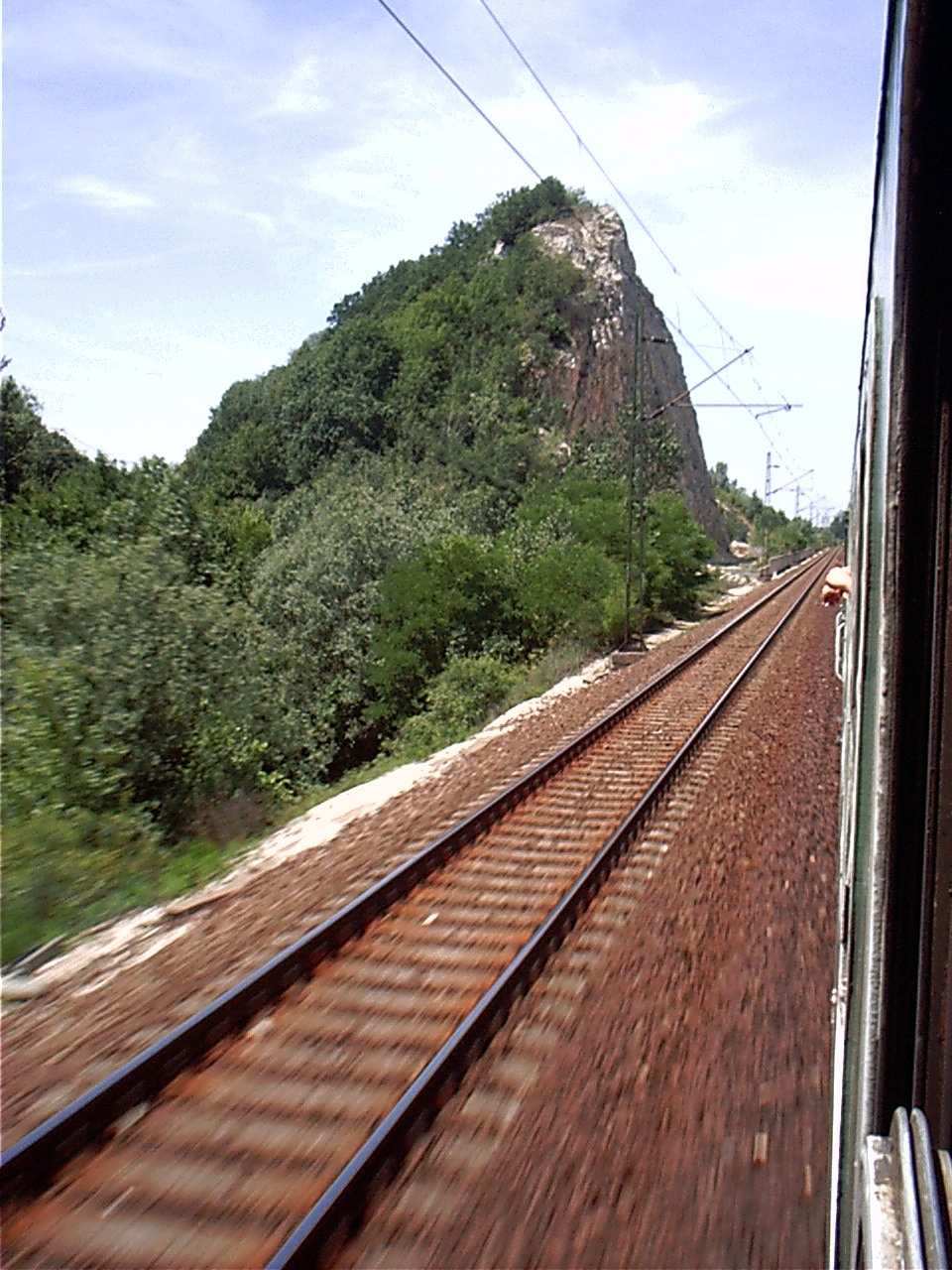
Dombátvágás a vonalon Tatabánya közelében

## Balesetek, katasztrófák

### A herceghalmi vasúti baleset
A herceghalmi vasúti baleset a magyar vasút történetének legtöbb halálos áldozattal járó eseménye volt. A dunántúli község mellett 1916. december 1-én, 00:24 perckor történt katasztrófát az okozta, hogy egy késett vonatokkal zsúfolt vonalon az egyik mozdony személyzete elmulasztotta egy jelző megfigyelését.
A vonal túlzsúfolt forgalmi helyzete miatt a herceghalmi forgalmi irányító úgy döntött, hogy az Ausztria felé tartó személyvonatot a szokásos harmadik vágány helyett a második vágányra járatják be. (Ez a vágány volt a kétvágányú vasútvonal Budapest felé tartó átmenő fővágánya is.) A vonatnak a végpont felé eső kitérőkön kellett visszatérnie a menetirány szerinti helyes vágányra. A herceghalmi szolgálattevő a Pestre tartó különvonat áthaladása után szabad utat adott a gráci személynek is, amely azonban a terhelés miatt csak nehezen tudott elindulni az állomásról. A személyvonat hosszú szerelvénye éppen a végponti vágánykapcsolat kitérőin tért vissza a menetirány szerinti helyes vágányra, amikor az állomás utáni ívben feltűnt a Bécs felől érkező gyorsvonat.
A nagy sebességgel közeledő gyorsvonat már meghaladta Herceghalom állomás előjelzőjét, amikor mozdonyvezetője észlelte, hogy a vágány foglalt előtte. Működésbe hozta a féket, de már elkésett; a gyorsvonat 76 km/h-s sebességgel az állomásról kihaladó személyvonat hátsó kocsijaiba csapódott. Az ütközés a személyvonat két kocsiját elszakította a szerelvénytől. A gyorsvonat mozdonya ezt a két kocsit maga alá gyűrte, miközben a mozdonyt is szinte teljesen összetörték a személykocsik roncsai. A mozdony után kapcsolt szalonkocsik egymásba csúsztak, lefordultak a vasúti pályáról. A halálra rémült utasok a környező szántóföldekre menekültek a ronccsá vált vonatból.
A halottak száma 72, a sebesülteké 180.

### A biatorbágyi merénylet
1931. szeptember 13-án, nem sokkal éjfél után, Biatorbágyon a völgyszakadékon átívelő viadukt a pokol kapujává vált. A Keleti pályaudvarról 23 óra 30 perckor indult bécsi gyors előtt a hídfőnél felrobbantották a síneket, a vonat kisiklott, a gőzmozdony, a szerkocsi és az első hat vasúti kocsi a huszonhat méteres mélységbe zuhant.
A merénylet mérlege 22 halott és 17 súlyos sebesült. A magyar társadalom békeidőben először találkozott az ártatlan, és kiszolgáltatott emberek életét érintő terrorizmussal. A merényletről sokat írtak, a tovatűnt háromnegyed évszázad adós maradt az események kriminalisztikai elemzésével.
A vágány 0 óra 12 perckor való felrobbantása és a 11 kocsiból álló szerelvény felének megsemmisülése után a rendőrség és a vasút illetékesei példamutató gyorsasággal jelentek meg a helyszínen. Perceken belül érkeztek meg az orvosok és a mentők is, hogy sok súlyos sebesült életét megmentsék. Az első hivatalos jelentés még aznap elkészült gróf Károlyi Gyula miniszterelnök számára. Ez a helyszín alapos, bár nem mindenben kellő szakértelemmel elvégzett vizsgálatáról tanúskodik. A dokumentum a jobb sínszál belső felére helyezett „robbantóaknát” említ, melyet többszörös nyomásra időzítettek, és a szerelvény harmadik vagy negyedik kocsija alatt robbanhatott fel. A kisiklási nyomok is ezt látszottak alátámasztani.
A katonai műszaki szakértőre hivatkozó jelentés még nem lehetett alapos, azonban tisztességéhez kétség sem fér. A MÁV Budapesti Igazgatóságának ugyancsak szeptember 13-ára keltezett, vasúti műszaki leírás néven ismert dokumentuma már magán viseli a több szakértővel, kellő idő ráfordításával elvégzett vizsgálat jegyeit. Az első jelentésnek több dologban mond ellent: a síndarabok 140–300 méterre való szétszóródásából arra következtetnek, hogy a valamivel több mint 7 métert kitevő sínszakaszt valószínűleg terheletlen állapotban robbantották ki – tehát még a szerelvény érkezése előtt. A MÁV szakértői szerint a sínszálon több koncentrált robbanó töltet, vagy egyetlenegy hosszú, a sín gerincén végigvonuló töltet volt elhelyezve. Itt említik először, hogy a merénylőnek komoly robbantási és vasútüzemi szakértelemmel kellett rendelkeznie.
Az utókor sokszor méltatlanul mellőzi a torbágyi csendőrség szeptember 24-én kelt jelentését, pedig ez a helyszín igen alapos kriminalisztikai vizsgálatáról tanúskodik. Az elkövetés eszközéül (a MÁV műszaki leírását mintegy megerősítve) már egyértelműen egy ekrazittal töltött, mintegy 2 méter hosszúságú gázcsövet említettek, melynek darabjait meg is találták. Rögzítették továbbá, hogy a robbantás helyszínén két darab zseblámpatelepet, valamint egy másfél méteres hosszúságú, szigetelt vörösréz huzalt találtak.
A merénylőt, Matuska Szilvesztert elfogták, súlyos börtönbüntetésre ítélték. 1945-ben a Vörös Hadsereg megszállásakor a zűrzavarban megszökött a fegyintézetből és eltűnt. Később látni vélték még Csantavéren, a szülőhelyén.
A vonalat később északabbra helyezték át a korábbi, településen áthaladó nyomvonalához képest, mely így most megkerüli Biatorbágyot, a viaduktok ugyanakkor ma is állnak, az egyiken sétaút is átvezet, a lábazaton pedig emléktábla emlékeztet a merényletre.

### A szőnyi vasúti baleset
2007. február 6-án Szőny közelében, Komárom és Almásfüzitő között  egy osztrák EuroRegio személyvonat 59 km/h-s sebességgel hátulról belerohant egy 15 km/h-val azonos irányba haladó tehervonatba. Feltehetően a mozdonyvezető hibázott, mikor túllépte a megengedett sebességet, és emiatt nem tudta időben lefékezni a személyvonatot. A balesetben a személyvonat magyar mozdonyvezetője meghalt, míg az utasok csak könnyebb sérüléseket szenvedtek.

## Érdekességek
A vasútvonal Budapest – Győr szakasza elérhető a Microsoft Train Simulator programhoz is. A pálya hivatalos béta verziója 2012. április 4-től tölthető le.